# Vlagyimir Naumovics Gribov
Vlagyimir Naumovics Gribov (oroszul: Влади́мир Нау́мович Гри́бов;  Leningrád, 1930. március 5. – Budapest, 1997. augusztus 8.) neves orosz elméleti fizikus, a nagyenergiás fizika, és a kvantumtérelmélet nemzetközi hírű kutatója, számos neves szakmai kitüntetést birtokosa, a Magyar Tudományos Akadémia külső tagja.

## Életút
Gribov 1930-ban született Leningrádban, zsidó családban. Édesapját korán 8 évesen vesztette el, betegség következtében. Édesanyja, színházi dolgozó volt, aki egyedül nevelte fel húgával.  A második világháború alatt a családot a Szovjetunió mélyére evakuálták, és 1945-ben térhettek vissza. 1947-ben fejezte be az iskolát, és arról álmodozott, hogy színész lesz. Viszont sikertelenségének köszönhetően figyelme a fizika irányába terelődött és 1947-ben beiratkozott a Leningrádi Állami Egyetem Fizikai Karára, ahol 1952-ben végzett cum laude minősítéssel.
Ezt követően, a már megmutatkozó kivételes képességei ellenére, 1952 és 1954 között egy felnőtteknek szóló esti iskolában kapott állást, mint fizikatanár. Ennek oka a sztálini időkben tapasztalható erős antiszemitizmus volt. Sztálin halálát követően kapott állást  a Ioffe Intézetben. Először az Ioffe Intézet elméleti fizikai osztályát vezette, majd az egyesítést követően a Leningrádi Egyetem elméleti fizikai osztályának a vezetését vette át. Az 1950-es években részt vett Lev Landau heti rendszerességű szemináriumain Moszkvában, ahol megismerkedett Iszaak Pomerancsukkal, akivel később élete során többször együttműködött. 1955-ben védte meg kandidátusi dolgozatát, amelynek témája: Neutronokkal, és elektronokkal való kölcsönhatás által keltett atommagok forgási állapotok gerjesztései volt. Hét évvel később 1962-ben szerezte meg a fizikai és matematikai tudományok doktora címet.  Az 1970-es évektől kezdődtek az általa vezetett kvantumtérelméleti, és részecskefzikai szemináriumok, amelyek a Szovjetunión belül és nemzetközileg is híressé váltak, a szabad szakmai vitáknak köszönhetően.
Gribov 1980-ban a moszkvai Landau Elméleti Fizikai Intézet professzora lett, majd a 90-es években a budapesti Központi Fizikai Kutatóintézet tudományos tanácsadójává is kinevezték. Az 1990-es évek vége felé vendégprofesszor volt a Bonni Egyetem Magfizikai Intézetében. Kiemelkedő szakmai munkájáért megkapta elsőként vehette át a Szovjet Tudományos Akadémia Landau-érmét, majd 1991-ben a Sakurai-díjat, illetve 1991-ben az Alexander von Humboldt-díjat kapott. 1971-ben az Amerikai Művészeti és Tudományos Akadémia, 1972-ben pedig az Orosz Tudományos Akadémia levelező tagjává választották (bár Landau már 1956-ban javasolta őt a tagságra).
Életében kétszer volt házas, és első feleségével, Lilja Szolomonovna Dubinszkaja fizikussal együtt született egy fia, Ljonya Gribov. Fia 1984-ben egy hegymászóbalesetben halt meg nem sokkal azután, hogy megszerezte a doktoriját elméleti fizikából, ez a tragédia súlyosan érintette Gribovot. Második feleségével Nyíri Júlia magyar fizikussal 1980-ban kötött házasságot.

## Munkássága
A 20. századi kvantumtérelméleti és a részecskefizika egyik vezető szakértője volt. Az 1950-es és 1960-as években kidolgozta a Regge-elmélet az erős kölcsönhatás szóráselméletében. Kidolgozta a reggeon-térelméletet, amely a reggeon kicserélődésének kvantumtérelméleti leírása. Bruno Pontecorvóval együtt ő javasolta a neutrínóoszcilláció első elméletét.
Lev Nyikolajevics Lipatovval közösen dolgozott a mélyen rugalmatlan szórás és az elektron-pozitron hadronokká történő átalakulásának elméletén. Először határozták meg a szerkezetfüggvények fejlődésének egyenleteit. A kvantum-színdinamika keretében Gribov és Lipatov módszerét alkalmazta 1977-ben Jurij Lvovics Doksicer és egymástól függetlenül Guido Altarelli és Giorgio Parisi. Ezeket a DGLAP-egyenleteket (Doksicer–Gribov–Lipatov–Altarelli–Parisi-egyenletek) széles körben használják nagy energiájú ütközések leírására.

## Emlékezete
2001-ben az MTA Wigner Fizikai Kutatóközpont és az Eötvös Loránd Fizikai Társulat megalapította a Gribov-érmet Budapesten megrendezett EPS HEP 2001-en (Az Európai Fizikai Társaság 2001. évi Nemzetközi Nagyenergiás Fizikai Konferenciája). A kitüntetést az elméleti részecskefizika, valamint térelmélet területén kiemelkedő teljesítményt nyújtó, fiatal kutatók kaphatják meg.

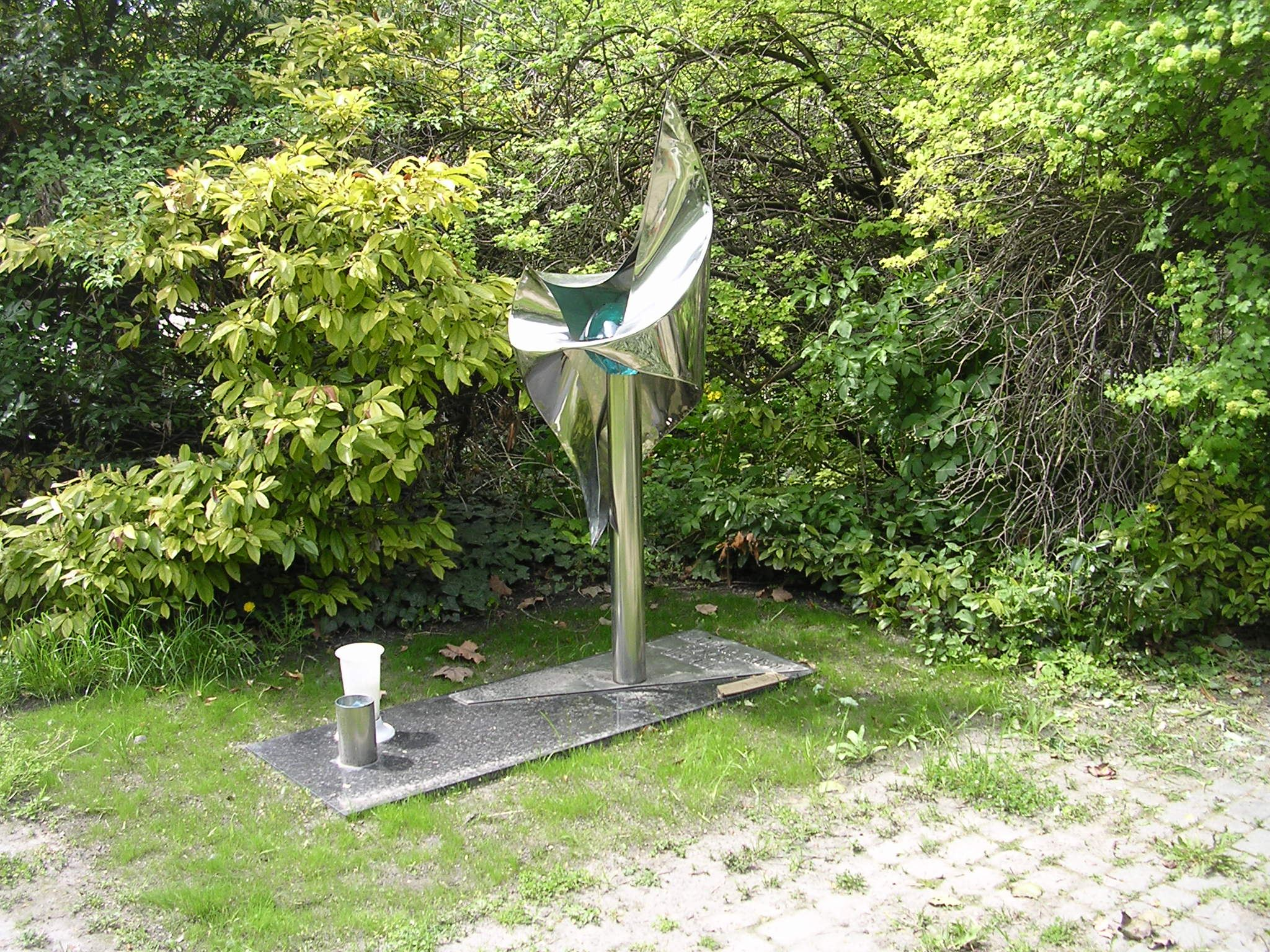
Sírja a Fiumei úti sírkertben 2005-ben. Alkotó Varga Imre